# Инфо-Курьер (газета)
«Инфо-Курьер» (бел. Інфа-Кур’ер) — региональная белорусская газета, которая издавалась с марта 2001 года. Газета распространяется в Слуцком, Стародорожском, Любанском и Копыльском районах Минской области.

## Данные о выходах
24-х полосный еженедельник формата А3 с тиражом от 6400 до 7300 экземпляров.

## История
Фактически газета является преемником издания «КИС-Курьер», основанного двумя физическими лицами в ноябре 1998 года. Входит в состав «Ассоциации издателей региональной прессы "Объединённые массмедиа"».
8 апреля 2022 года «Инфо-Курьер» сообщил о прекращении деятельности. Накануне весь контент проекта (газета, сайт и соцсети) был признан «экстремистскими материалами».